# Johan Rodde (dansmästare)
Johan Rodde, död 18 april 1712, var dansmästare vid Uppsala universitet 1698–1712.
Härkomsten för Johan Rodde är obekant. Han ansökte i maj om tjänsten som dansmästare vid Uppsala universitet och efter intyg av Pierre Verdier och Jean Colmar utställdes fullmakt i juli med lön efter staten. År 1701 anmälde Rodde intrång i privilegiet av studenterna Dietrich Tellerstedt och Johannes Groth. Trots att han fick rätt fortsatte konflikten till Tellerstedts död 1710. Rodde bedrev även gruppundervisning. Han drabbades av två katastrofer i Uppsala. I stadsbranden 1702 förlorade han hus och egendom men kunde i slutet av året flytta in i Exercitiehuset. Den andra katastrofen var pesten som 1710–1711 drabbade Uppsala. Hans hustru i andra giftet, Margareta Rommel var dotter till räntmästaren Berge Rommel i vars grav i domkyrkan han gravsattes.